# Kultura niemeńska
Kultura niemeńska – neolityczna kultura archeologiczna powstała być może jeszcze w okresie mezolitu na terenach zachodniej Białorusi, południowej Litwy i Mazur (dorzecza Niemna, Wili, Prypeci i Narwi). najintensywniej obecna była w dorzeczu Niemna. Znaleziska z kręgów tej kultury na Litwie i w Polsce wydatowano na koniec V tysiąclecia p.n.e.. Wg encyklopedii Brezillona jej występowanie datuje się na IV-II tysiąclecie p.n.e.  Kultura niemeńska stanowiła połączenie kontynuacji kultury świderskiej z wpływami kultur z terenów Niżu Rosyjskiego. Jej genezę wiąże się zwłaszcza z oddziaływaniami kultury dniepro-donieckiej.  
W skład inwentarza kulturowego wchodziły postświderskie krzemienne groty lancetowate, drapacze, rylce i siekierki. Do charakterystycznych artefaktów należą szpiczastodenne naczynia. Wyróżnia się dwie fazy kulturowe: faza I – z ceramiką typu Dubiczaj (Litwa) i Kamień (Białoruś), faza II – z ceramiką typu Dobryj Bor (Białoruś) i Sośnia (Polska). 
Neolityczna kultura niemeńska należy do kręgu kultur z ceramiką grzebykowo-dołkową. Charakteryzowała ją gospodarka myśliwsko-rybacko-zbieracka. Tylko w najpóźniejszych zespołach na terenie Białorusi znaleziska archeologiczne potwierdziły hodowlę bydła, świni i konia. 